# Nikolai Gorbunov
Nikolai Petrovich Gorbunov (em russo:  Николай Петрович Горбунов; 21 de junho de 1892 — 7 de setembro de 1938) foi um político soviético bolchevique e ao mesmo tempo secretário pessoal de Vladimir Lenin.
Nascido em Krasnoye Selo, em São Petersburgo, seus pais eram Pyotr Mikhailovich Gorbunov e Sofia Vasilievna Gorbunova. Seu pai trabalhou como engenheiro e depois como diretor de uma fábrica de papel não muito longe de São Petersburgo. Sua mãe era co-proprietária da fábrica da qual seu marido era diretor. Seus pais possuíam várias casas de tamanho médio. Em 1911, eles compraram uma propriedade de cerca de 6,7 quilômetros quadrados em Yamburg. Seu pai era um liberal que fundou uma escola para crianças de trabalhadores em sua fábrica. Seu irmão era o naturalista Grigoriy Petrovich Gorbunov.
Foi Secretário do Conselho do Comissariado do Povo da URSS e escreveu sobre o período imediatamente posterior ao apuramento bolchevique do poder:

Apesar dos decretos do governo e suas demandas de que os fundos devem ser disponibilizados, o Banco do Estado saboteado descaradamente. O Comissariado do Povo de Finanças, Menzhinsky, não podia fazer nada para que o banco colocasse à disposição do governo os fundos necessários para a revolução. Nem mesmo a prisão de Shipov, o diretor do Banco do Estado, ajudou. Shipov foi levado a Smolny e mantido lá por um tempo sob prisão. Ele dormiu na mesma sala com Menzhinsky e eu. Durante o dia, este quarto foi usado como um escritório (do Comissariado de Finanças, creio eu). Fui obrigado, como uma marca de cortesia especial e muito para meu aborrecimento, deixá-lo ter minha cama enquanto eu dormia em cadeiras.
Em 1937 foi diretor da Academia de Ciências da Rússia.
Foi acusado de espionagem, condenado à morte e executado em 1938. Foi reabilitado em 1954.